# Am Stern (Gera)
Am Stern a aparținut de fapt intotdeauna de Thränitz și Collis, care sunt în 1994 integrate în orașul Gera din Turingia, Germania. Am Stern are în anul 2009 407 loc. fiind situat în sud-estul orașului Gera. 